# Nevy-sur-Seille
Nevy-sur-Seille és un municipi francès situat al departament del Jura i a la regió de Borgonya - Franc Comtat. L'any 2007 tenia 238 habitants.

## Demografia

### Població
El 2007 la població de fet de Nevy-sur-Seille era de 238 persones. Hi havia 104 famílies de les quals 32 eren unipersonals (8 homes vivint sols i 24 dones vivint soles), 36 parelles sense fills, 32 parelles amb fills i 4 famílies monoparentals amb fills.
La població ha evolucionat segons el següent gràfic:
Habitants censats

### Habitatges
El 2007 hi havia 138 habitatges, 106 eren l'habitatge principal de la família, 28 eren segones residències i 4 estaven desocupats. 127 eren cases i 11 eren apartaments. Dels 106 habitatges principals, 86 estaven ocupats pels seus propietaris, 17 estaven llogats i ocupats pels llogaters i 3 estaven cedits a títol gratuït; 1 tenia una cambra, 2 en tenien dues, 13 en tenien tres, 35 en tenien quatre i 55 en tenien cinc o més. 86 habitatges disposaven pel capbaix d'una plaça de pàrquing. A 53 habitatges hi havia un automòbil i a 44 n'hi havia dos o més.

### Piràmide de població
La piràmide de població per edats i sexe el 2009 era:
| Homes | Edats   | Dones |
| ----- | ------- | ----- |
| 0     | 95 o +  | 0     |
| 4     | 90 a 94 | 4     |
| 4     | 85 a 89 | 4     |
| 0     | 80 a 84 | 0     |
| 8     | 75 a 79 | 8     |
| 4     | 70 a 74 | 8     |
| 4     | 65 a 69 | 8     |
| 12    | 60 a 64 | 16    |
| 0     | 55 a 59 | 0     |
| 4     | 50 a 54 | 0     |
| 8     | 45 a 49 | 20    |
| 20    | 40 a 44 | 4     |
| 8     | 35 a 39 | 8     |
| 12    | 30 a 34 | 4     |
| 0     | 25 a 29 | 4     |
| 0     | 20 a 24 | 8     |
| 8     | 15 a 19 | 0     |
| 4     | 10 a 14 | 16    |
| 0     | 5 a 9   | 4     |
| 12    | 0 a 4   | 8     |

## Economia
El 2007 la població en edat de treballar era de 157 persones, 113 eren actives i 44 eren inactives. De les 113 persones actives 107 estaven ocupades (63 homes i 44 dones) i 6 estaven aturades (2 homes i 4 dones). De les 44 persones inactives 24 estaven jubilades, 14 estaven estudiant i 6 estaven classificades com a «altres inactius».

### Ingressos
El 2009 a Nevy-sur-Seille hi havia 108 unitats fiscals que integraven 243 persones, la mediana anual d'ingressos fiscals per persona era de 19.046 €.

### Activitats econòmiques
Dels 9  establiments que hi havia el 2007, 2 eren d'empreses alimentàries, 4 d'empreses de construcció, 1 d'una empresa de comerç i reparació d'automòbils, 1 d'una empresa de transport i 1 d'una empresa d'hostatgeria i restauració.
Dels 3 establiments de servei als particulars que hi havia el 2009, 2 eren paletes i 1 electricista.
L'any 2000 a Nevy-sur-Seille hi havia 19 explotacions agrícoles que ocupaven un total de 176 hectàrees.

## Poblacions més properes
El següent diagrama mostra les poblacions més properes.